# Благой Пасков
Благой Иванов Пасков е български футболист от Светкавица (Търговище). 

## Биография
Благой Пасков е роден на 2 март 1991 година в град София.